# Pierre Tisseyre
Pour les articles homonymes, voir Tisseyre.
Pierre Tisseyre (né à Paris le 5 mai 1909 et mort le 3 mars 1995 à Montréal) est un avocat, puis journaliste, écrivain et éditeur littéraire québécois.

## Biographie
Né à Paris le 5 mai 1909, Pierre Tisseyre termine sa scolarisation par des études en droit et se spécialise dans les problèmes de droit d'auteur. Il est le fils de Charles (Adrien) Tisseyre.

### Avocat en Europe, journaliste littéraire à New York
À 22 ans, de 1932 à 1935, il devient conseiller juridique des Films Paramount en Europe, avant de se lancer dans le journalisme, de 1935 à 1940, à New York, comme correspondant pour les revues ou journaux français tels Candide, Gringoire, Le Petit Journal.

### Lieutenant dans l'armée, écrivain prisonnier en Europe
La Seconde Guerre mondiale (1939-1945) change le cours de sa vie. Enrôlé en 1940, il est tôt fait prisonnier des Allemands et passe cinq longues années dans les camps de concentration.

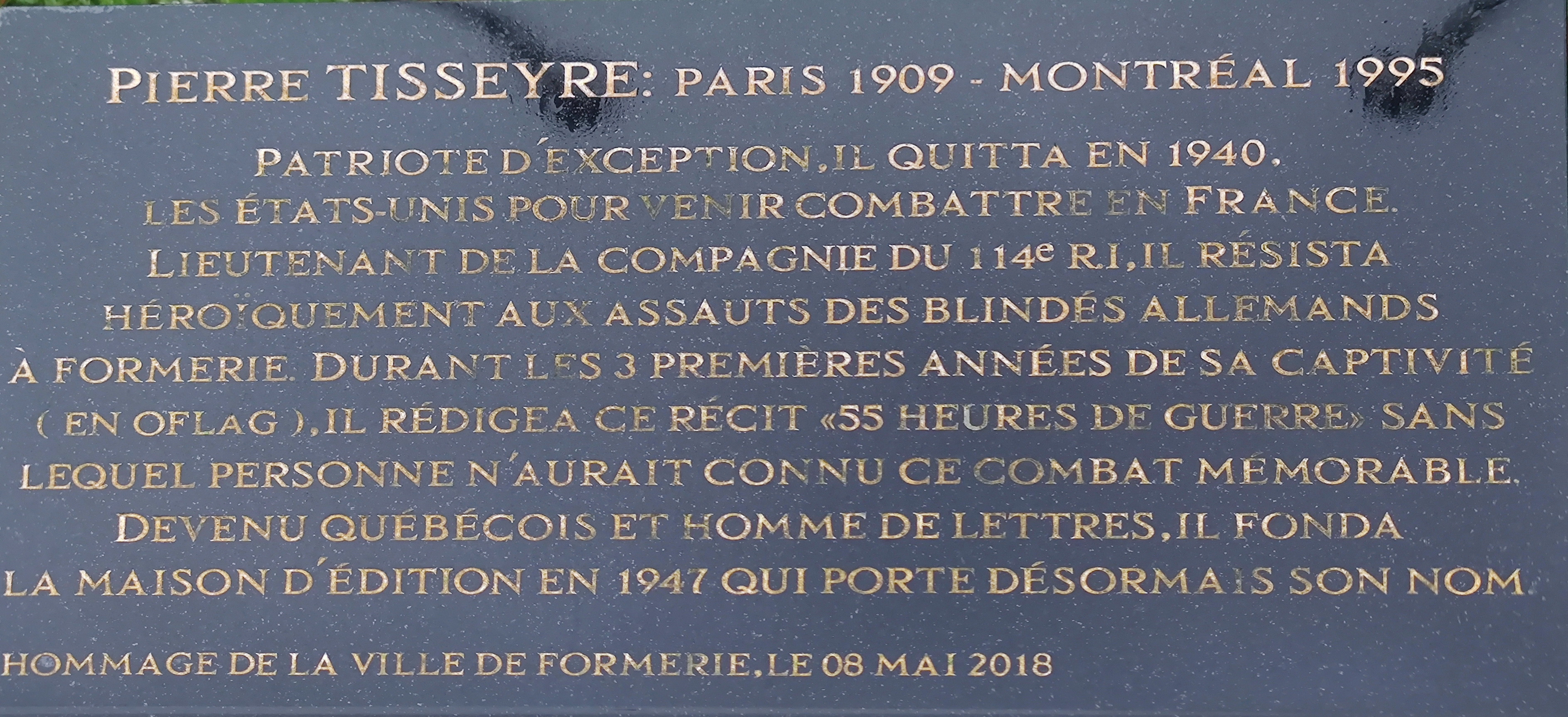
Plaque en hommage à Pierre Tisseyre à Formerie.

Son récit Cinquante-cinq heures de guerre, rédigé dans un oflag de Silésie, détaille  l'ultime résistance du bataillon de 36 hommes qu'il commandait à titre de lieutenant, à la bataille de Formerie, « un gros village de deux à trois mille âmes, à mi-chemin entre Amiens et Rouen » (p. 14). Ce lieutenant qui, dès le début des hostilités, n'a pas manqué de revenir en France pour faire son devoir, est incapable d'accepter l'idée d'enlever la vie à son semblable, fût-il son ennemi : 
« Mon bras retombe. Je n'ai pas tiré. Je n'ai pas envie de tuer. Mon cœur ne contient ni haine, ni fureur, ni fièvre. Certes, cet homme appartient à un peuple que j'ai appris à redouter, à détester » (p. 152).
C'est par la guerre que Pierre Tisseyre apprit à goûter chaque instant de vie, ainsi qu'il le montre dans ce récit et dans « Barbelés », narration portant sur sa captivité, qu'il ajoute, en 1994, à la réédition de Cinquante- cinq heures de guerre.

### Au Québec

#### Mariage et descendance
À peine libéré, Pierre Tisseyre s'installe au Québec, en décembre 1945. Il ne tarde pas à y croiser une séduisante et douée journaliste speakerine bilingue (français-anglais) de la radio nationale : Michelle Ahern-de Brabant, qui obtient son divorce en 1946 et qu'il épouse en 1947.
Ce couple aura eu quatre enfants : Michelle Tisseyre (1947-), militante, journaliste, mère de 7 enfants, romancière, aussi dite Michelle Robinson comme traductrice, Charles Tisseyre (1949-), avocat, présentateur de télévision et éditeur,, François Tisseyre (1954-1993), avocat, éditeur, pilote d'avions (par loisir) et Philippe Tisseyre (1958-2013), cuisinier, traiteur, pianiste, compositeur,, qui ont un grand-frère utérin, Jean de Brabant (1938-), avocat, consultant puis promoteur dans le domaine immobilier et auteur.

#### Éditeur littéraire
Pierre Tisseyre se consacre au domaine de l'édition, d'abord en assurant la publication canadienne de : Carrefour, Le Monde français, et La Vie française. En 1948, il se joint au Cercle du livre de France (CLF) comme directeur des opérations montréalaises.
Dans les années 1950, Pierre Tisseyre est actif dans plusieurs associations professionnelles, notamment au sein de l'Association des éditeurs canadiens, dont il assure la présidence à plusieurs reprises entre 1958 et 1977. Entre-temps, il fonde d'autres entités en rapport avec l'édition, telles : Le Cercle du livre romanesque (1952), les Messageries du Saint-Laurent (1960), les Éditions du Renouveau pédagogique (1965) et les Éditions Mirabel (1971). En 1973, il lance la collection « Deux solitudes », qui présente les traductions des meilleurs livres d'auteurs canadiens-anglais. Son épouse, Michelle Tisseyre, en est une assidue traductrice. En 1987, le Cercle du livre de France change de nom pour les Éditions Pierre Tisseyre.
Pierre Tisseyre, qui aura joué durant plus de 40 ans un rôle de pionnier dans l'édition québécoise, meurt à 85 ans, le 3 mars 1995, à Montréal.

## Honneurs
- 1944 - Prix Cazes[13]
- 1978 - Officier de l'Ordre du Canada[16]
- 1988 - Prix Fleury-Mesplet